# Jean-Louis Borloo
Jean-Louis Borloo (pronunciación en francés: /ʒɑ̃ lwi bɔʁlo/; París, 7 de abril de 1951) es un político francés, exministro de Ecología y Desarrollo y Planificación Sostenible.
Borloo estudió en el Lycée Janson de Sailly de París, y comenzó su carrera como abogado en los años 1980. Fue nombrado presidente del Valenciennes Fútbol Club. En 1989, fue elegido alcalde de Valenciennes. El 21 de julio de 2005 se casó con la presentadora de noticias Béatrice Schönberg en Rueil-Malmaison, Hauts-de-Seine.
Es miembro de la Unión por un Movimiento Popular y, desde 2005, copresidente del Partido Radical, al lado de André Rossinot.
Recientemente, introdujo un plan de «cohesión social» de cinco años, el cual está centrado en tres ejes, «igualdad de oportunidad, vivienda y empleo».
Desde el 18 de mayo al 19 de junio de 2007, fue Ministro de Economía y Finanza en el gabinete de François Fillon. Desde el 19 de junio fue el ministro de Estado por Energía, Ecología y Desarrollo Sostenible hasta el 2010.
El 7 de abril de 2011, anuncia en la cadena de televisión France 2 la creación de una «alianza republicana, ecologista y social» que reagrupa partidos de centro-derecha (Partido Radical, Nouveau Centre) y de centro-izquierda (La Gauche Moderne). Esta formación se posiciona como una «alternativa al Partido Socialista francés y a la Unión por un Movimiento Popular». Ha dejado en suspense su posible presentación a las elecciones presidenciales francesas de 2012.